# Iwan Iwanowitsch Sokolow

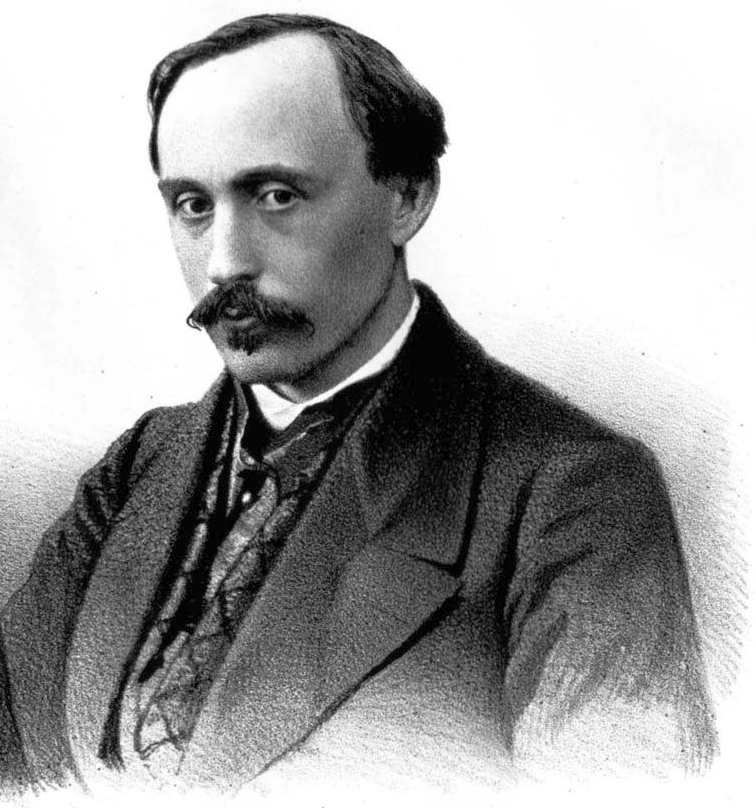
Iwan Sokolow 1861

Iwan Iwanowitsch Sokolow (russisch Иван Иванович Соколов; * 29. Maijul. / 10. Juni 1823greg. in Astrachan, Gouvernement Astrachan, Russisches Kaiserreich; † 30. Oktoberjul. / 12. November 1910greg. in Charkow, Gouvernement Charkow, Russisches Kaiserreich) war ein russischer Genre- und Porträtmaler.

## Leben
Iwan Sokolow kam in Astrachan zur Welt, da sein Vater, der aus dem Dorf Hanschiwka im Gouvernement Charkow (heute im Rajon Kobeljaky der ukrainischen Oblast Poltawa) stammte, als Soldat der Russischen Armee in der dortigen Garnison stationiert war.
Sokolow wurde Schüler am Moskauer Adelsinstitut und wechselte 1846 ohne Abschluss an die Sankt Petersburger Akademie der Künste, an der er unter anderem bei Alexei Tarassowitsch Markow studierte und den ukrainischen Maler und Lyriker Taras Schewtschenko kennen lernte.
Ab 1849 reiste er zweimal in den Kaukasus, wo er zeichnete und Aquarelle malte. Zwei Jahre später setzte er sein Studium an der Kunstakademie fort und 1852 wurde ihm für das Gemälde „Der Verkauf von Sklaven am Ostufer des Schwarzen Meeres“ eine kleine Silbermedaille verliehen. Vom Sommer 1853 an hielt er sich längere Zeit in der Ukraine auf, wo er der kranken Schwester seines Vaters auf deren Anwesen in Hanschiwka half. 1854 absolvierte er schließlich die Kunstakademie, an der er kurze Zeit später die große Silbermedaille der Kunstakademie erhielt. 
Nach seinem Studienabschluss wurden seine Gemälde populär und unter anderem von der kaiserlichen Familie gekauft, was ihm gestattete, Reisen innerhalb Russlands, nach Konstantinopel, Deutschland, Frankreich sowie Spanien zu unternehmen.
Im Jahr 1856 schuf er das Gemälde „Die Nacht von Iwan Kupala“. 1857 wurde ihm für das Gemälde „Transkaukasische Zigeuner“ der akademischen Grad verliehen. Im Mai 1858 reiste Sokolow erneut in die Ukraine um Skizzen für zukünftige Gemälde anzufertigen. Gemeinsam mit seinem Freund Taras Schewtschenko besuchte er mehrmals das Anwesen von Mychajlo Maxymowytsch, dem ersten Rektor der Kiewer St.-Wladimir-Universität.
1864 wurde Sokolow in den Rang eines Professors an der Petersburger Akademie der Künste erhoben. In den späten 1860er Jahren ließ er sich, nach dem Tod seiner Tante, ganz in der Ukraine nieder. Seine letzten Lebensjahre verbrachte Sokolow in Charkiw und wurde dort Vizepräsident der Charkower Gesellschaft der schönen Künste. Er starb 87-jährig in Charkiw.

## Werk
Neben seinen Gemälden in Ölfarben schuf er Aquarelle. Alle seine Werke, die unterschiedliche Originalität, Gefühl und Geschmack der Ausführung haben, wurden von Malerei-Liebhabern, noch vor ihrer Fertigstellung, gekauft. Seine Werke befinden sich heute unter anderem in Museen in Charkiw und Uschhorod, dem Nationalen Taras-Schewtschenko-Museum in Kiew, der staatlichen Tretjakow-Galerie in Moskau und dem staatlichen Russischen Museum in Sankt Petersburg.

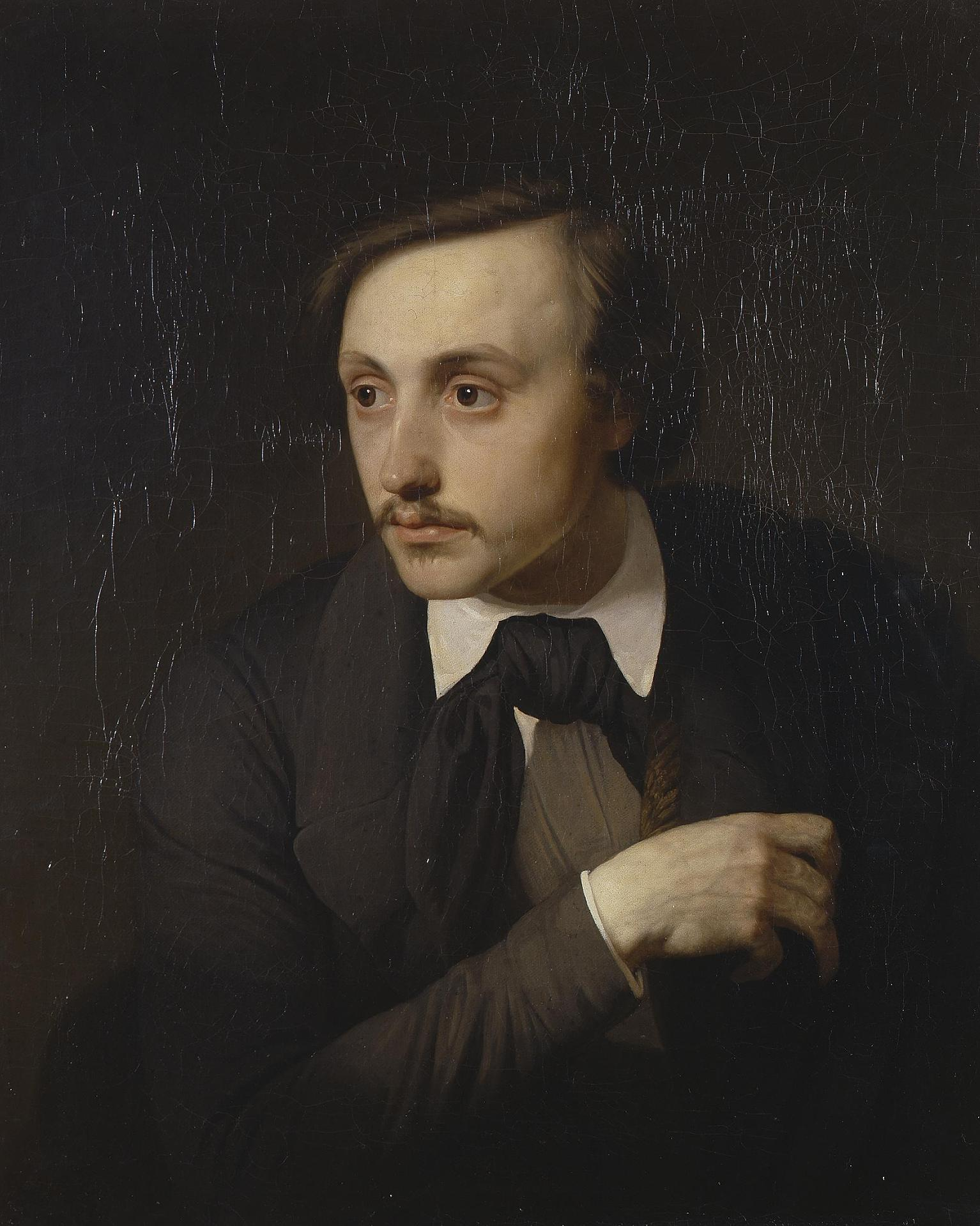
„Porträt Iwan Sokolow“; Jakow Fjodorowitsch Kapkow 1849, Eremitage
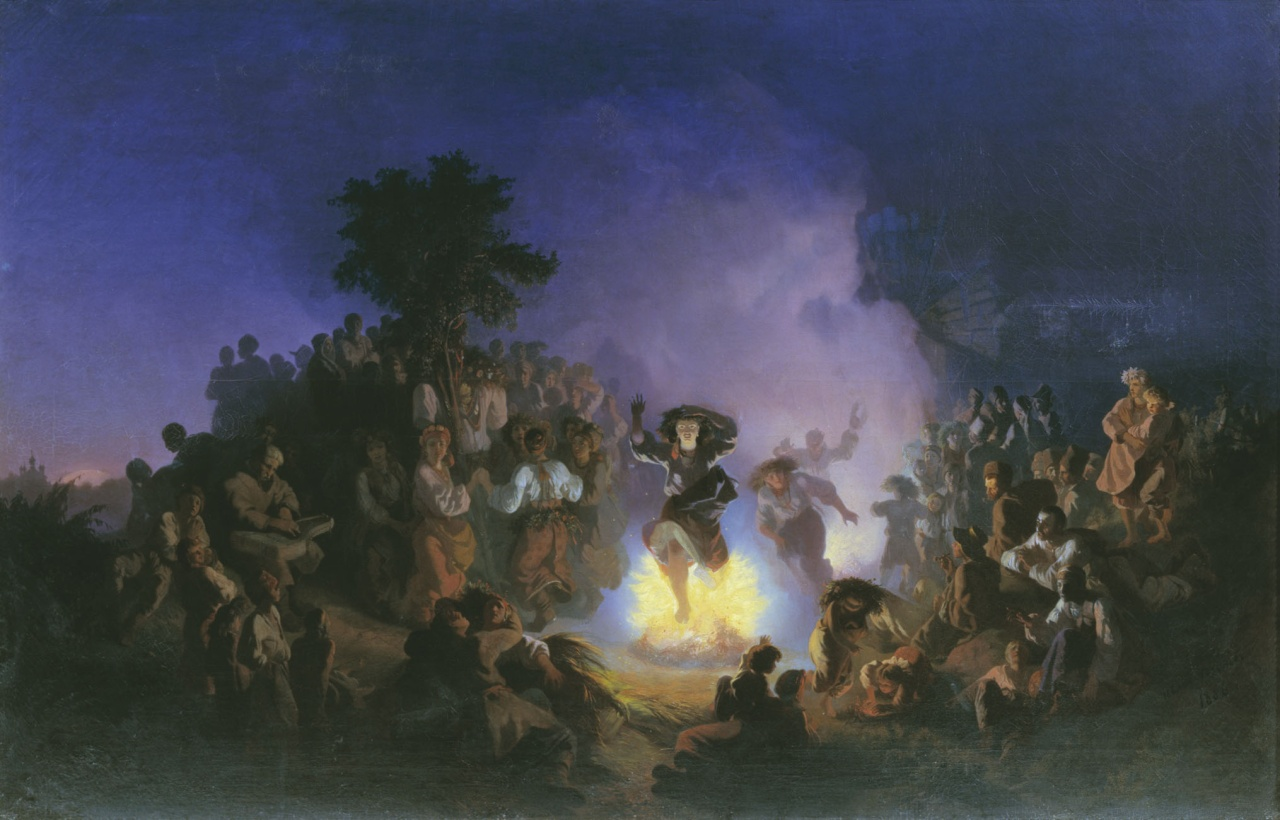
„Die Nacht von Iwan Kupala“, Iwan Solokow 1856
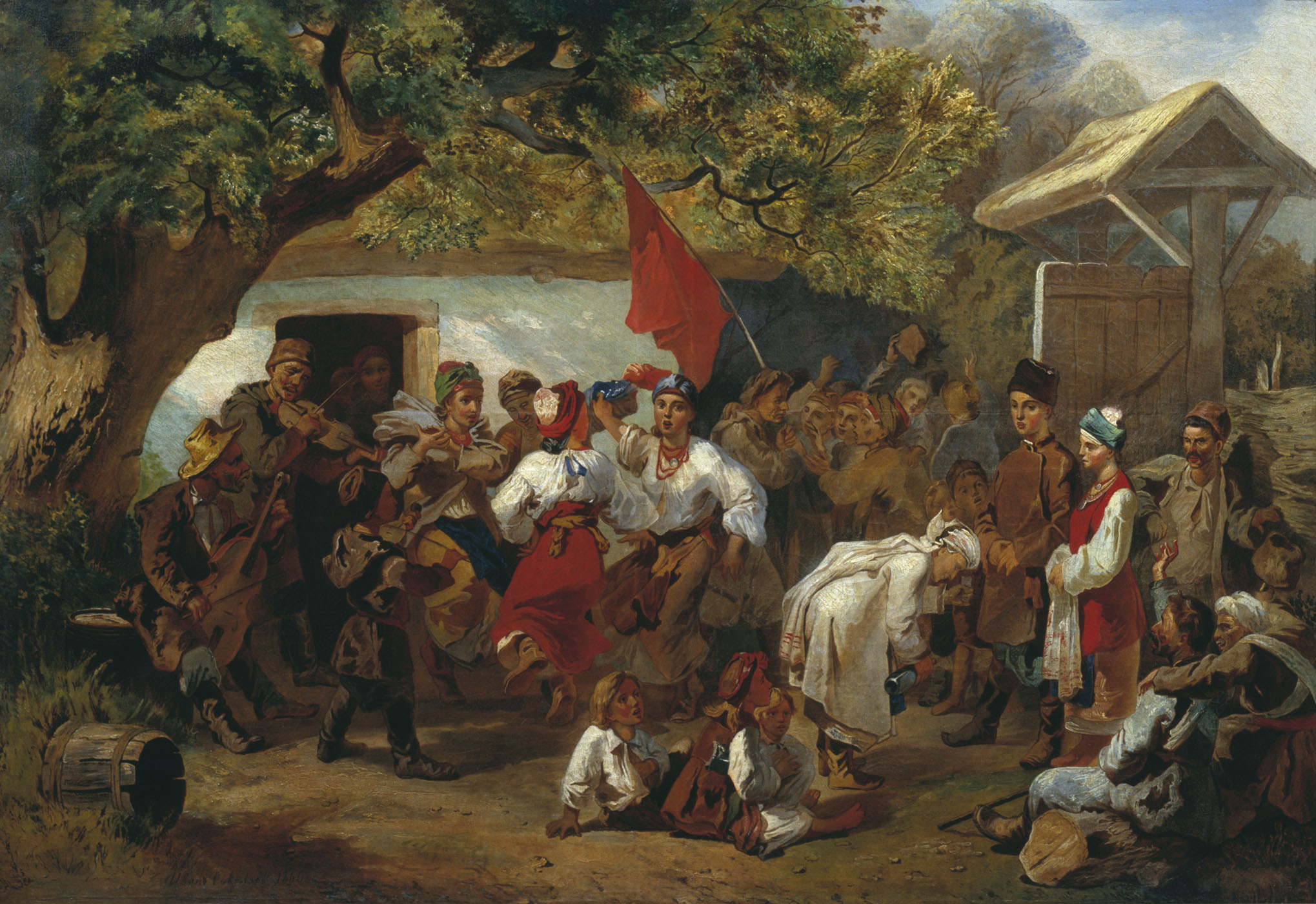
„Hochzeit“, Iwan Solokow 1860; Kunstmuseum Sumy
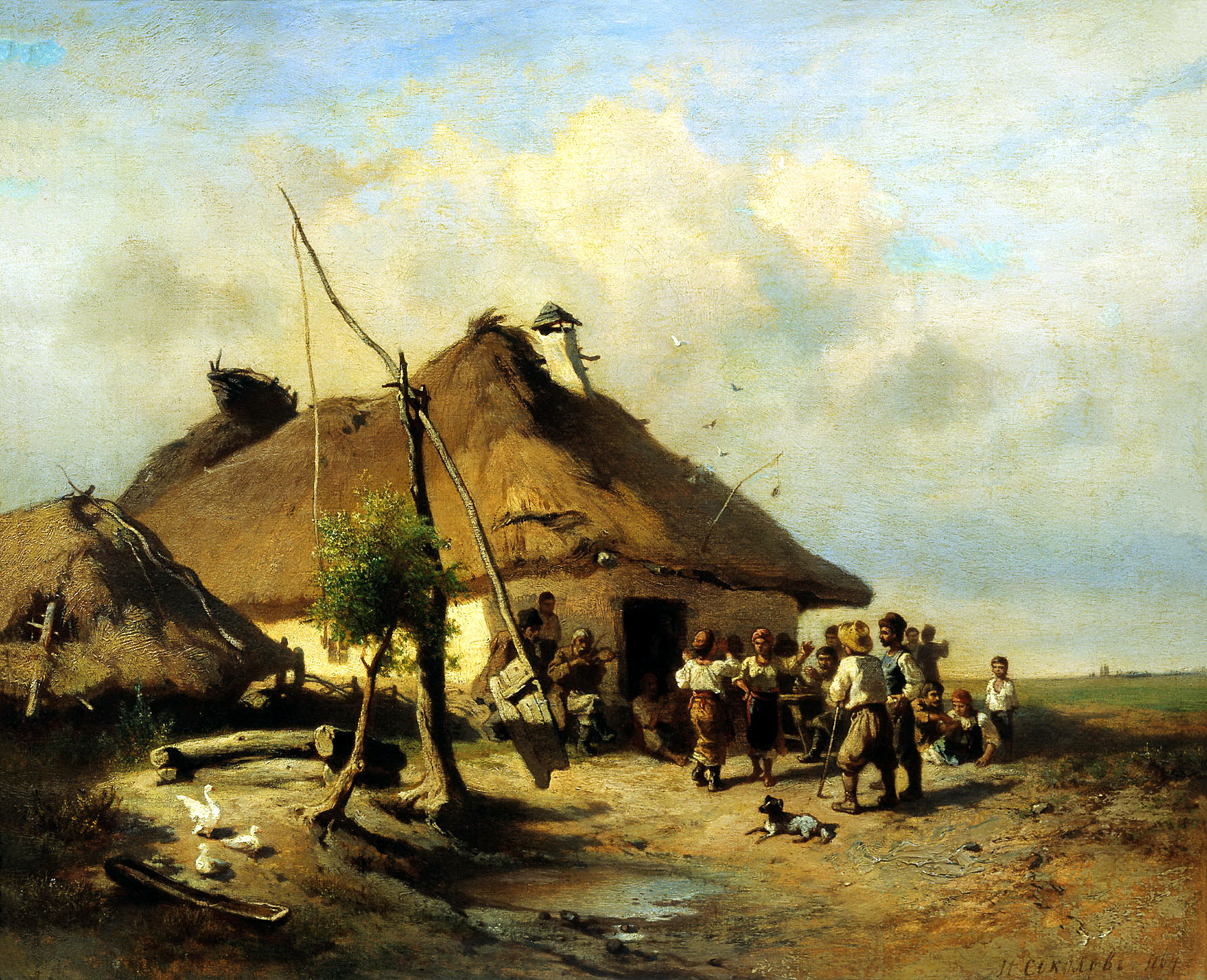
„Neben der Schänke“, Iwan Solokow 1864